# Епархия Кумбы
Епархия Кумбы (лат. Dioecesis Kumbana) — епархия Римско-Католической церкви с центром в городе Кумба, Камерун. Епархия Кумбы входит в митрополию Баменды. Кафедральным собором епархии Кумбы является церковь Святейшего Сердца Иисуса.

## История
15 марта 2016 года Папа Римский Франциск учредил епархию Кумбы, выделив её из епархии Буэа.

## Ординарии епархии
- епископ Агапит Энуйэньо Нфон (15.03.2016 — по настоящее время).

## Источник
- Объявление об учреждении епархии  (итал.)